# Prudencio Norales
Prudencio Norales Martínez (20 aprile 1956) è un ex calciatore honduregno, di ruolo attaccante.

## Palmarès

### Club

#### Competizioni nazionali
- Campionato honduregno: 6

Olimpia: 1977, 1982, 1984, 1986, 1987, 1989

#### Competizioni internazionali
- CONCACAF Champions' Cup: 1

Olimpia: 1988